# Довре (национальный парк)
Национальный парк Довре (норв. Dovre nasjonalpark) расположен в фюльке Иннландет, Норвегия. Парк был создан в 2003 году, и занимает площадь 289 км² и высотой, зависящей от границы леса, от 1000 метров до 1716 метров (Fokstuhøe).
Парк находится между двух крупных парков: Рондане на юго-востоке и Доврефьель-Сунндалсфьелла на севере. Его открытие было частью большего расширения Рондане, когда национальный парк Рондане был расширен, области охраны природы были открыты или увеличены.

## Название
Для первой части названия см. Довре, последний элемент fjell означает падать, гора.
Оно является общим для использования сокращенной формы Довре также для больших горных районов вокруг Доврефьель.
С самых давних времен Доврефьель был в пограничном районе между северной и южной частями Норвегии, и дорога через горы была хорошо известна. Выражение «til Dovre faller» («пока горы Довре не упадут») широко используется в норвежском языке.